# Pierre-Gaspard Roll
Pour les articles homonymes, voir Roll.
Pierre-Gaspard Roll est un compositeur et contrebassiste français né le 5 octobre 1787 à Saint-Maixent et mort le 20 février 1851 à Paris.

## Biographie
Pierre-Gaspard Roll naît le 5 octobre 1787 à Saint-Maixent, dans les Deux-Sèvres, au sein d'une famille d'origine suisse,.
Il étudie la contrebasse et la composition au Conservatoire de Paris, où il est élève d'Henri-Montan Berton et d'Antoine Reicha,.
Au concours du Prix de Rome, il obtient en 1813 un premier second grand prix, puis en 1814 le premier grand prix avec sa cantate Atala  sur un texte de Vieillard ,.
Entre 1815 et 1819, Pierre-Gaspard Roll est pensionnaire à la villa Médicis. Comme envois de Rome, il est notamment l'auteur d'une messe, d'une scène avec orchestre et de plusieurs ouvrages lyriques.
À son retour à Paris, il compose un grand opéra, Ogier le Danois, à destination de l'Académie royale de musique, qui ne sera jamais représenté. En revanche, l'École de Rome, opéra-comique écrit en collaboration avec Auguste Panseron, sur un livret de Rochefort-Luçay, Hippolyte Lassagne et Gustave Vulpian, est donné au théâtre de l'Odéon le 4 novembre 1826, sans connaître néanmoins le succès,,.
En 1829, Roll devient contrebassiste à la Société des concerts du Conservatoire, poste qu'il occupe jusqu'en 1844, quittant ses fonctions pour raisons de santé. Il se retire alors dans sa maison de Ville-d'Avray, située rue de Saint-Cloud. Le domaine est un héritage de sa femme, veuve de l'écrivain en vogue Ducray-Duminil. Cette maison, rachetée en 1855 par la municipalité, est aujourd'hui l'hôtel de ville de Ville-d'Avray.
Pierre-Gaspard Roll meurt à Paris le 20 février 1851 en son domicile du 47 rue de Trévise,.